# Tschammerpokal 1944
Der Tschammerpokal 1944 war der geplante zehnte Wettbewerb unter diesem Namen um den deutschen Fußballpokal.
Wie bereits im Vorjahr sollten die Gaupokalsieger der nun 40 Sportgaue am Wettbewerb teilnehmen. Mit dem Sieg des Dresdner SCs im Finale des sächsischen Gaupokals am 30. Juli 1944 standen bereits alle 40 Teilnehmer des Wettbewerbs fest, auch die Auslosung der Begegnungen in den acht Qualifikationsspielen war bereits erfolgt. Kriegsbedingt wurde der Wettbewerb jedoch nicht mehr durchgeführt.

## Gaupokalsieger
| Sportgau                 | Pokalsieger                        |
| ------------------------ | ---------------------------------- |
| Ostpreußen               | VfB Königsberg                     |
| Danzig-Westpreußen       | LSV Danzig                         |
| Pommern                  | LSV Pütnitz                        |
| Wartheland               | MSV Schieratz                      |
| Generalgouvernement      | LSV Mölders Krakau                 |
| Berlin-Brandenburg       | SG OrPo Berlin                     |
| Niederschlesien          | STC Hirschberg                     |
| Oberschlesien            | Germania Königshütte               |
| Sachsen                  | Dresdner SC                        |
| Mitte                    | LSV Merseburg                      |
| Hamburg                  | Luftwaffen-Sportverein Hamburg     |
| Schleswig-Holstein       | Holstein Kiel                      |
| Mecklenburg              | LSV Rechlin                        |
| Weser-Ems                | Wilhelmshaven 05                   |
| Südhannover-Braunschweig | Eintracht Braunschweig             |
| Osthannover              | WSV Celle                          |
| Westfalen                | FC Schalke 04                      |
| Niederrhein              | VfL Benrath                        |
| Köln-Aachen              | SG Düren 99                        |
| Moselland                | TuS Neuendorf                      |
| Kurhessen                | VfL Marburg                        |
| Hessen-Nassau            | Spvgg. 03 Neu-Isenburg             |
| Westmark                 | KSG Saarbrücken                    |
| Baden                    | VfB Mühlburg                       |
| Elsaß                    | FC Mülhausen                       |
| Württemberg              | KSG Kickers/Sportfreunde Stuttgart |
| Franken                  | 1. FC Nürnberg                     |
| Bayreuth                 | Jahn Regensburg                    |
| Mainfranken              | VfR Schweinfurt                    |
| Schwaben                 | KSG BC/Post Augsburg               |
| München/Oberbayern       | FC Bayern München                  |
| Oberdonau                | FG Steyr                           |
| Niederdonau              | LSV Markersdorf                    |
| Wien                     | First Vienna FC                    |
| Steiermark               | Reichsbahn SG Graz                 |
| Salzburg                 | FG Salzburg                        |
| Tirol                    | SV Silz                            |
| Kärnten                  | Villacher SV                       |
| Sudetenland              | NSTG Bodenbach                     |
| Böhmen-Mähren            | MSV Brünn                          |

## Qualifikation
Die Spiele waren für den 6. August 1944 angesetzt.
| Datum         |                    | Ergebnis  |                        |
| ------------- | ------------------ | --------- | ---------------------- |
| So 06.08.1944 | FG Salzburg        | abgesetzt | Villacher SV           |
| So 06.08.1944 | LSV Mölders Krakau | abgesetzt | LSV Markersdorf        |
| So 06.08.1944 | LSV Pütnitz        | abgesetzt | LSV Rechlin            |
| So 06.08.1944 | NSTG Bodenbach     | abgesetzt | MSV Brünn              |
| So 06.08.1944 | Reichsbahn SG Graz | abgesetzt | FG Steyr               |
| So 06.08.1944 | STC Hirschberg 19  | abgesetzt | MSV Schieratz          |
| So 06.08.1944 | SV Silz            | abgesetzt | Bayern München         |
| So 06.08.1944 | WSV Celle          | abgesetzt | Eintracht Braunschweig |

## 1. Schlussrunde
Die Spiele waren für den 20. August 1944 angesetzt. Eine Auslosung der Begegnungen erfolgte aufgrund des Wettbewerbsabbruchs nicht mehr.